# …And Justice for All (álbum)
...And Justice for All es el cuarto álbum de estudio del grupo musical estadounidense de thrash metal Metallica, publicado el 7 de septiembre de 1988 a través de Elektra Records en Norteamérica y por Vertigo Records en Europa. Se trata del primer álbum de estudio con el bajista Jason Newsted, que sustituyó a Cliff Burton tras su muerte en 1986. Newsted ya había aparecido en el EP The $5.98 E.P.: Garage Days Re-Revisited, su primer trabajo con Metallica. El álbum ganó ocho discos de platino entregados por la RIAA el 9 de junio de 2003, tras alcanzar las ocho millones de copias vendidas.
La portada muestra una imagen de la estatua de la Dama de la Justicia agrietada, atada con cuerdas, con los pechos al descubierto y con su balanza llena de dólares; las palabras «...And Justice for All» están escritas al estilo grafiti en el lado derecho. Stephen Gorman fue quien la diseñó, inspirado en un concepto desarrollado por Lars Ulrich y James Hetfield. ...And Justice for All es la última colaboración entre Metallica y el productor Flemming Rasmussen. En 1989 fue nominado al premio Grammy, en la categoría de mejor interpretación de hard rock/metal vocal o instrumental, aunque el ganador fue Crest of a Knave de Jethro Tull.

## Antecedentes y producción
Metallica grabó …And Justice for All entre los meses de enero y mayo de 1988 en los estudios One on One Recording de Los Ángeles; al igual que sus antecesores, Ride the Lightning y Master of Puppets, Flemming Rasmussen fue su coproductor. Inicialmente, Rasmussen no estaba disponible para la fecha planeada, el 1 de enero, de modo que el grupo contrató a Mike Clink, que había llamado su atención por su trabajo como productor del álbum Appetite for Destruction de Guns N' Roses. Sin embargo, tres semanas más tarde, el batería Lars Ulrich llamó a Rasmussen, que ya estaba libre. Escuchó las maquetas para el álbum durante su vuelo a Los Ángeles y tras su llegada, se despidió a Clink. Mientras esperaban al productor, los miembros del grupo cambiaron algunos efectos de las guitarras y grabaron nuevas maquetas «para ajustar el sonido mientras se metían en ambiente de estudio» según Sound on Sound.
La primera tarea de Rasmussen fue ajustar y arreglar el sonido de las guitarras, ya que la banda no había quedado satisfecha; sobre eso dijo: «Como los chicos tenían la perfección como objetivo, para la batería, Ulrich utilizó una pista guía para los tempos y un metrónomo». Los distintos instrumentos se grabaron por separado, de modo que si Ulrich necesitaba un descanso podían grabar las guitarras y la voz principal en las canciones en las que ya habían terminado las pistas de batería. Como suele ser habitual, la batería fue el primer instrumento grabado, luego las guitarras y por último el bajo. El vocalista y guitarrista James Hetfield escribió las letras durante este proceso, algo que el productor atribuyó a que no «estaba interesado en cantar» y que «estaba más preocupado en crear un sonido duro».

## Música y letras
Las letras de …And Justice for All son oscuras y giran en torno a las injusticias políticas y judiciales a través del prisma de la guerra, la censura y la amenaza nuclear. Durante el proceso de composición, Ulrich y Hetfield miraban con frecuencia el canal de noticias CNN con la intención de buscar inspiración para las canciones. El baterista comentó: ''Estábamos leyendo un artículo sobre listas negras en la política y conseguimos un título para una canción, «The Shortest Straw»''. Algunas de las estructuras musicales más complicadas de la discografía de Metallica acompañan a las letras. Según Allmusic, la complejidad de los arreglos aproxima el thrash metal del grupo al metal progresivo.
Según Steve Huey de Allmusic, el disco destaca por su estéril producción. Rasmussen dijo que no era su intención, pues quería conseguir una atmósfera similar a la de los dos álbumes anteriores. Tras ausentarse durante la mezcla, el productor comprobó que se utilizó una pista en la que el sonido del bajo era casi inaudible, por iniciativa de Ulrich y Hetfield. El dúo alegó que la mayoría de las líneas de bajo de Newsted seguían a la guitarra rítmica, hasta el punto de diferenciarse poco entre sí. Este dijo más tarde: «…And Justice for All no fue un álbum con el que me sintiera realmente bien porque apenas se puede escuchar mi instrumento». El exbajista Cliff Burton figura como autor del tema «To Live Is to Die», que contiene algunas composiciones de antes de su fallecimiento. La letra de la canción, recitada por Hetfield, es un poema también escrito por Burton.

## Recepción
| Fuente        | Calificación |
| ------------- | ------------ |
| Allmusic      | [ 12 ]       |
| Rolling Stone | [ 17 ]       |

…And Justice for All recibió en general buenas reseñas, aunque los críticos especializados consideraron negativo el bajo volumen de las pistas de bajo y la producción. Steve Huey de Allmusic lo calificó como «la obra más compleja y ambiciosa de Metallica» y destacó «la determinación de la banda por alejarse de los arpegios y las armonías de las guitarras». Michael Azerrad, de Rolling Stone, lo comparó con los trabajos de Bon Jovi, elogió el trabajo de Ulrich en «Blackened» y destacó que «es denigrante utilizar el término thrash para describir el metal del álbum, pues es una maravilla de agresión precisa y canalizada». J. Bennett de Decibel lo catalogó como el mejor trabajo de Metallica, a pesar de la ausencia de Cliff Burton y escribió que «dado que las pistas de Newsted son casi inexistentes, Metallica demuestra que en realidad no necesita bajista»; además destacó temas como «One», «Eye of the Beholder» y «Dyers Eve», que describió como su canción más rápida. Eamonn Stack de BBC calificó el álbum como complicado, agresivo y técnicamente ambicioso, y señaló que en algunas canciones, en particular «Dyers Eve»; las guitarras suenan como violines eléctricos.
La banda extrajo tres sencillos del álbum; «Eye of the Beholder», «Harvester of Sorrow» y «One». Además alcanzó la sexta posición del Billboard 200 y hasta la fecha, ha conseguido ocho certificaciones de platino de la RIAA. El álbum recibió una nominación en los premios Grammy en la categoría de mejor interpretación de hard rock/metal vocal o instrumental en 1989; sin embargo, el trabajo ganador fue Crest of a Knave de Jethro Tull. En 2010, el sitio Entertainment Weekly llamó a este incidente uno de los diez mayores errores en la historia de los Grammy; de todas formas, al año siguiente, «One» se llevó el galardón a la mejor interpretación de metal.
Con el paso de los años, distintas publicaciones lo han colocado en sus listas de los mejores álbumes. IGN lo posicionó en el noveno puesto de su lista de los «veinticinco mejores álbumes de metal». Por su parte, Kerrang! lo colocó en la posición 42 de los «mejores álbum de heavy metal de todos los tiempos». …And Justice for All también se incluyó en el libro 1001 discos que hay que escuchar antes de morir. Metallica publicó su primer vídeo musical para la canción «One» en diciembre de 1988. Este muestra escenas de la película Johnny Got His Gun intercaladas con planos en blanco y negro del grupo tocando. Ian Christe, en su libro El sonido de la bestia, calificó la mezcla como «problemática» y añadió que «favorecía la verborragia de los tambores de Lars Ulrich». Por su parte, Manolo Bellón escribió en su obra El ABC del rock: «…And Justice for All es un disco que pierde el norte con una producción sucia y desordenada».

## Interpretaciones en directo

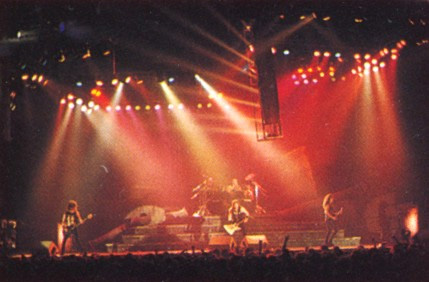
Metallica actuando durante la gira Damaged Justice en 1989.

Metallica promocionó el álbum con una gira de un año, llamada Damaged Justice. La duración de las canciones —a excepción de dos, todas superan los seis minutos— supuso un problema para su interpretación. Hammett declaró al respecto: «Después de algunas actuaciones, nos dimos cuenta de que los temas eran demasiado largos. Un día después de interpretar por primera vez «…And Justice for All», uno de nosotros dijo: “Nunca más la interpretaremos de nuevo”».
A pesar del inconveniente, «One» se convirtió en un clásico de las actuaciones de Metallica, con más de mil interpretaciones hacia 2013. Otras canciones que han sido interpretadas en directo con regularidad son «Harvester of Sorrow» y «Blackened». Por otro lado, el grupo musical nunca había tocado en directo «The Frayed Ends of Sanity» en su totalidad hasta el 28 de mayo de 2014 en Finlandia durante su gira europea By Request.
En noviembre de 1993, Metallica editó su primer álbum en directo, Live Shit: Binge & Purge, que incluye «Harvester of Sorrow», «One» y un medley de «Eye of the Beholder», «The Frayed Ends of Sanity», «Blackened» y «…And Justice for All». Metallica tocó por primera vez «Dyers Eve» en 2004 y la recuperó en algunas actuaciones de 2009. El 7 de diciembre de 2011, en un concierto por el trigésimo aniversario de su formación, el grupo realizó la única interpretación en directo de «To Live Is to Die».
La única canción que Metallica no ha interpretado por un largo tiempo, es «Eye of the Beholder», que no ha sido interpretada desde el 14 de julio de 1989, la razón de esto es que la canción es demasiado complicada de cantar para James Hetfield, como se demuestra en muchas actuaciones en vivo de los años 1988 y 1989. Hetfield ha dicho que debía forcejear mucho su voz para intentar conseguir las notas más agudas (nunca lograba alcanzarlas) y esta es la razón principal por la que esta canción no ha tenido lugar.

## Lista de canciones
| N.º | Título                             | Letras         | Escritor(es)                         | Duración |  |
| 1.  | «Blackened»                        | James Hetfield | Hetfield, Lars Ulrich, Jason Newsted | 6:40     |  |
| 2.  | «...And Justice for All»           | Hetfield       | Hetfield, Ulrich, Kirk Hammett       | 9:44     |  |
| 3.  | «Eye of the Beholder»              | Hetfield       | Hetfield, Ulrich, Hammett            | 6:25     |  |
| 4.  | «One»                              | Hetfield       | Hetfield, Ulrich                     | 7:25     |  |
| 5.  | «The Shortest Straw»               | Hetfield       | Hetfield, Ulrich                     | 6:35     |  |
| 6.  | «Harvester of Sorrow»              | Hetfield       | Hetfield, Ulrich                     | 5:42     |  |
| 7.  | «The Frayed Ends of Sanity»        | Hetfield       | Hetfield, Ulrich, Hammett            | 7:40     |  |
| 8.  | «To Live Is to Die» (Instrumental) | Cliff Burton   | Burton                               | 9:48     |  |
| 9.  | «Dyers Eve»                        | Hetfield       | Hetfield, Ulrich, Hammett            | 5:12     |  |

| Pista adicional de la versión japonesa |              |                           |          |  |
| N.º                                    | Título       | Compositor(es)            | Duración |  |
| 10.                                    | «The Prince» | Sean Harris, Brian Tatler | 4:26     |  |
| 69:52                                  |              |                           |          |  |

| Pistas adicionales de la versión digital |                                                           |          |                           |          |  |
| N.º                                      | Título                                                    | Letras   | Escritor(es)              | Duración |  |
| 10.                                      | «One (en directo en Seattle, en 1989)»                    | Hetfield | Hetfield, Ulrich          | 7:59     |  |
| 11.                                      | «...And Justice for All (en directo en Seattle, en 1989)» | Hetfield | Hetfield, Ulrich, Hammett | 10:05    |  |
| 83:30                                    |                                                           |          |                           |          |  |

Fuente: Discogs.

## Créditos
| - James Hetfield: voz, guitarra rítmica, segundo solo de guitarra y guitarra acústica (canción 8) - Kirk Hammett: guitarra líder - Jason Newsted: bajo eléctrico - Lars Ulrich: batería | - Metallica - producción - Flemming Rasmussen - producción e ingeniería - Mike Clink - ingeniería (en las pistas de batería de «The Shortest Straw» y «Harvester of Sorrow») - Toby Wright – ingeniería adicional - Steve Thompson y Michael Barbiero - mezcla - Bob Ludwig – remasterizado - Stephen Gorman - portada - Pushead – ilustraciones - Ross Halfin - fotografía - Reiner Design Consultants, Inc - diseño |

Fuente: Allmusic.

## Posición en las listas
| País           | Lista                 | Mejor posición | Ref.   |
| -------------- | --------------------- | -------------- | ------ |
| Alemania       | German Albums Chart   | 5              | [ 40 ] |
| Australia      | ARIA Albums Chart     | 16             | [ 41 ] |
| Austria        | Ö3 Austria Top 40     | 12             | [ 42 ] |
| Canadá         | Canadian Albums Chart | 13             | [ 43 ] |
| Croacia        | HDU Toplista          | 22             | [ 44 ] |
| España         | Top 100 Álbumes       | 64             | [ 45 ] |
| Estados Unidos | Billboard 200         | 6              | [ 19 ] |
| Finlandia      | Mitä hittiä           | 8              | [ 46 ] |
| Francia        | French Albums Chart   | 6              | [ 47 ] |
| Irlanda        | Irish Albums Chart    | 48             | [ 48 ] |
| Japón          | Oricon Album Chart    | 11             | [ 49 ] |
| México         | Top 100 México        | 92             | [ 50 ] |
| Noruega        | VG-lista              | 8              | [ 51 ] |
| Nueva Zelanda  | Top 40 Albums         | 36             | [ 52 ] |
| Países Bajos   | Mega Album Top 100    | 19             | [ 53 ] |
| Reino Unido    | UK Albums Chart       | 4              | [ 54 ] |
| Suecia         | Albums Top 60         | 5              | [ 55 ] |
| Suiza          | Top Albums 100        | 19             | [ 56 ] |

| País                  | Lista                 | Mejor posición        | Ref.                  |                       |                       |                       |                       |                       |                       |                       |                       |                       |                       |
| «Harvester of Sorrow» | «Harvester of Sorrow» | «Harvester of Sorrow» | «Harvester of Sorrow» | «Harvester of Sorrow» | «Harvester of Sorrow» | «Harvester of Sorrow» | «Harvester of Sorrow» | «Harvester of Sorrow» | «Harvester of Sorrow» | «Harvester of Sorrow» | «Harvester of Sorrow» | «Harvester of Sorrow» | «Harvester of Sorrow» |
| --------------------- | --------------------- | --------------------- | --------------------- | --------------------- | --------------------- | --------------------- | --------------------- | --------------------- | --------------------- | --------------------- | --------------------- | --------------------- | --------------------- |
| Nueva Zelanda         | Top 40 Singles        | 30                    | [ 52 ]                |                       |                       |                       |                       |                       |                       |                       |                       |                       |                       |
| Irlanda               | Irish Singles Chart   | 19                    | [ 57 ]                |                       |                       |                       |                       |                       |                       |                       |                       |                       |                       |
| Reino Unido           | UK Singles Chart      | 20                    | [ 54 ]                |                       |                       |                       |                       |                       |                       |                       |                       |                       |                       |
| «One»                 |                       |                       |                       |                       |                       |                       |                       |                       |                       |                       |                       |                       |                       |
| Alemania              | German Singles Chart  | 31                    |                       |                       |                       |                       |                       |                       |                       |                       |                       |                       |                       |
| Australia             | Top 100 singles       | 38                    | [ 41 ]                |                       |                       |                       |                       |                       |                       |                       |                       |                       |                       |
| Bélgica               | Ultratop 50           | 23                    | [ 58 ]                |                       |                       |                       |                       |                       |                       |                       |                       |                       |                       |
| Estados Unidos        | Billboard Hot 100     | 35                    | [ 19 ]                |                       |                       |                       |                       |                       |                       |                       |                       |                       |                       |
| Irlanda               | Irish Singles Chart   | 7                     | [ 57 ]                |                       |                       |                       |                       |                       |                       |                       |                       |                       |                       |
| Noruega               | Top 40 Singles        | 4                     | [ 51 ]                |                       |                       |                       |                       |                       |                       |                       |                       |                       |                       |
| Nueva Zelanda         | Top 40 Singles        | 13                    | [ 52 ]                |                       |                       |                       |                       |                       |                       |                       |                       |                       |                       |
| Países Bajos          | Single Top 100        | 3                     | [ 53 ]                |                       |                       |                       |                       |                       |                       |                       |                       |                       |                       |
| Reino Unido           | UK Singles Chart      | 13                    | [ 54 ]                |                       |                       |                       |                       |                       |                       |                       |                       |                       |                       |
| Suecia                | Top 60 Singles        | 3                     | [ 55 ]                |                       |                       |                       |                       |                       |                       |                       |                       |                       |                       |
| Suiza                 | Singles Top 75        | 22                    | [ 56 ]                |                       |                       |                       |                       |                       |                       |                       |                       |                       |                       |

## Certificaciones
| País           | Certificación      | Ventas  | Ref.   |
| -------------- | ------------------ | ------- | ------ |
| Alemania       | 2x Doble platino   | 1 000   | [ 59 ] |
| Australia      | 2x Doble platino   | 140 000 | [ 60 ] |
| Canadá         | 3x Triple platino  | 500 000 |        |
| Estados Unidos | 8x Óctuple platino | 8 000   | [ 5 ]  |
| Finlandia      | Platino            | 50 000  | [ 61 ] |
| Noruega        | Oro                | 25 000  | [ 62 ] |
| Nueva Zelanda  | Oro                | 7500    | [ 63 ] |
| Polonia        | Platino            | 20 000  | [ 64 ] |
| Reino Unido    | Oro                | 100 000 | [ 65 ] |
| Suiza          | Platino            | 50 000  | [ 66 ] |